# Municipio de Lawrence (condado de Stark)
El municipio de Lawrence (en inglés: Lawrence Township) es un municipio ubicado en el condado de Stark en el estado estadounidense de Ohio. En el año 2010 tenía una población de 13 702 habitantes y una densidad poblacional de 152,41 personas por km².

## Geografía
El municipio de Lawrence se encuentra ubicado en las coordenadas 40°52′2″N 81°35′57″O / 40.86722, -81.59917. Según la Oficina del Censo de los Estados Unidos, el municipio tiene una superficie total de 89.9 km², de la cual 89,07 km² corresponden a tierra firme y (0,93 %) 0,83 km² es agua.

## Demografía
Según el censo de 2010, había 13 702 personas residiendo en el municipio de Lawrence. La densidad de población era de 152,41 hab./km². De los 13 702 habitantes, el municipio de Lawrence estaba compuesto por el 97,51 % blancos, el 0,57 % eran afroamericanos, el 0,16 % eran amerindios, el 0,31 % eran asiáticos, el 0,19 % eran de otras razas y el 1,26 % eran de una mezcla de razas. Del total de la población el 1,09 % eran hispanos o latinos de cualquier raza.